# L'espionne sera à Nouméa
Pour les articles homonymes, voir L'Espionne.
Pour plus de détails, voir Fiche technique et Distribution.
L'espionne sera à Nouméa est un film d'espionnage français réalisé en 1960  par Georges Péclet, sorti en 1963.

## Synopsis
Une jeune femme est contrainte de se livrer à des activités d'espionnage afin de permettre à son père d'échapper à un chantage exercé à son encontre. L'amour d'un aviateur l'aidera à retrouver sa liberté et à obtenir l'arrestation des membres du réseau dont le chef se suicide avant l'arrivée des policiers.

## Fiche technique
- Titre : L'espionne sera à Nouméa
- Réalisation : Georges Péclet
- Scénario : Georges Péclet et Jeanne Saintenoy, d'après le roman de Léopold Massiéra
- Photographie : Arthur Raimondo
- Montage : Yvonne Frouin
- Musique : Jean Yatove
- Son : Jean Lecocq
- Pays d'origine :  France
- Société de production : Société nouvelle Océans films - COGECO
- Durée : 85 minutes
- Date de sortie : France, 24 juillet 1963

## Distribution
- Antoine Balpêtré
- Anouk Ferjac
- Pierre Fromont
- Cécile Eddy
- Jean Berton
- Noël Darzal
- Paul Pavel

## À noter
- Dans Les grands seconds rôles du cinéma français[1], évoquant la participation de l'actrice Anouk Ferjac, Jacques Mazeau et Didier Thouart écrivent : « Dieu seul sait si "l'espionne" parvint à rejoindre Nouméa, mais il est certain qu'Anouk y alla, et qu'elle en garda un excellent souvenir ! ».